# マックス・ペイジ
マックス・ペイジ（Macs Page、2004年12月17日 - ）は、ウェールズのラグビーユニオン選手。ユナイテッド・ラグビー・チャンピオンシップのスカーレッツに所属している。

## 経歴
ユースチームでラグビーをプレーした後、サッカーのスウォンジー・シティAFCのアカデミーに3年間在籍した。
2021年11月、スカーレッツとアカデミー契約を結んだ。
2022年、U18ウェールズ代表に選ばれる。
2022年4月、ラネリRFCに所属。 
2023年、ランダベリーRFCに所属。
2024年、U20ウェールズ代表としてU20シックス・ネーションズに出場。ワールドラグビーU20チャンピオンシップのオーストラリア戦では、ハットトリックを決めた。
2024年、スカーレッツに所属し、2023-24シーズンのユナイテッド・ラグビー・チャンピオンシップのゼブレ・パルマ戦でリーグデビューを果たした。
2025年6月、ウェールズ代表の日本遠征メンバーに選ばれた。